# Lofa County
Lofa County är en region i Liberia. Den ligger i den norra delen av landet, 220 km nordost om huvudstaden Monrovia. Antalet invånare är 339 112. Arean är 9 982 kvadratkilometer. Dess regionhuvudort är Voinjama. 
Lofa County delas in i sex distrikt:
- Foya District
- Kolahun District
- Salayea District
- Vahun District
- Voinjama District
- Zorzor District